# Hyphessobrycon oritoensis
Hyphessobrycon oritoensis es una especie de pez de la familia Characidae en el orden de los Characiformes.

## Morfología
Los machos pueden llegar alcanzar los 4,3 cm de longitud total.
- Número de  vértebras: 34-35.[1]

## Alimentación
Come insectos y materia vegetal.

## Hábitat
Vive en zonas de clima tropical.

## Distribución geográfica
Se encuentran en Sudamérica: río Orito (Colombia).